# Anne (Kayak)
Anne was de veertiende single van de Nederlandse symfonische rockgroep Kayak. Het nummer gaat over de liefde van Hendrik VIII van Engeland voor Anna Boleyn met haar eeuwige glimlach. Het nummer is afkomstig van het zevende studioalbum Periscope life uit 1980. In maart dat jaar werd het nummer op single uitgebracht.

## Achtergrond
In Nederland was de plaat op vrijdag 28 maart 1980 Veronica alarmschijf op Hilversum 3 en wer een radiohit in de destijds drie landelijke hitlijsten op de nationale publieke popzender. De plaat bereikte de 26e positie in zowel de Nederlandse Top 40 als de TROS Top 50 en de 35e positie in de Nationale Hitparade. In de Europese hitlijst op Hilversum 3, de TROS Europarade, werd géén notering behaald.
In België behaalde de plaat géén notering in zowel de voorloper van de Vlaamse Ultratop 50 als de Vlaamse Radio 2 Top 30 en de Waalse hitlijst.
B-kant van de vinylsingle was The Sight; eveneens afkomstig van het album "Periscope life".

## Hitnoteringen

### Nederlandse Top 40
| "Anne" in de Nederlandse Top 40 - binnen 05-04-1980 | "Anne" in de Nederlandse Top 40 - binnen 05-04-1980 | "Anne" in de Nederlandse Top 40 - binnen 05-04-1980 | "Anne" in de Nederlandse Top 40 - binnen 05-04-1980 | "Anne" in de Nederlandse Top 40 - binnen 05-04-1980 | "Anne" in de Nederlandse Top 40 - binnen 05-04-1980 |
| Week                                                | 1                                                   | 2                                                   | 3                                                   | 4                                                   |                                                     |
| --------------------------------------------------- | --------------------------------------------------- | --------------------------------------------------- | --------------------------------------------------- | --------------------------------------------------- | --------------------------------------------------- |
| Nummer                                              | 33                                                  | 27                                                  | 26                                                  | 29                                                  | uit                                                 |

### Nationale Hitparade
| "Anne" in de Nationale Hitparade - binnen: 19-04-1980 | "Anne" in de Nationale Hitparade - binnen: 19-04-1980 | "Anne" in de Nationale Hitparade - binnen: 19-04-1980 | "Anne" in de Nationale Hitparade - binnen: 19-04-1980 | "Anne" in de Nationale Hitparade - binnen: 19-04-1980 |
| Week                                                  | 1                                                     | 2                                                     | 3                                                     |                                                       |
| ----------------------------------------------------- | ----------------------------------------------------- | ----------------------------------------------------- | ----------------------------------------------------- | ----------------------------------------------------- |
| Nummer                                                | 50                                                    | 42                                                    | 35                                                    | uit                                                   |

### TROS Top 50
Hitnotering: 03-04-1980 t/m 24-04-1980. Hoogste notering: #26 (1 week).